# Blok 10

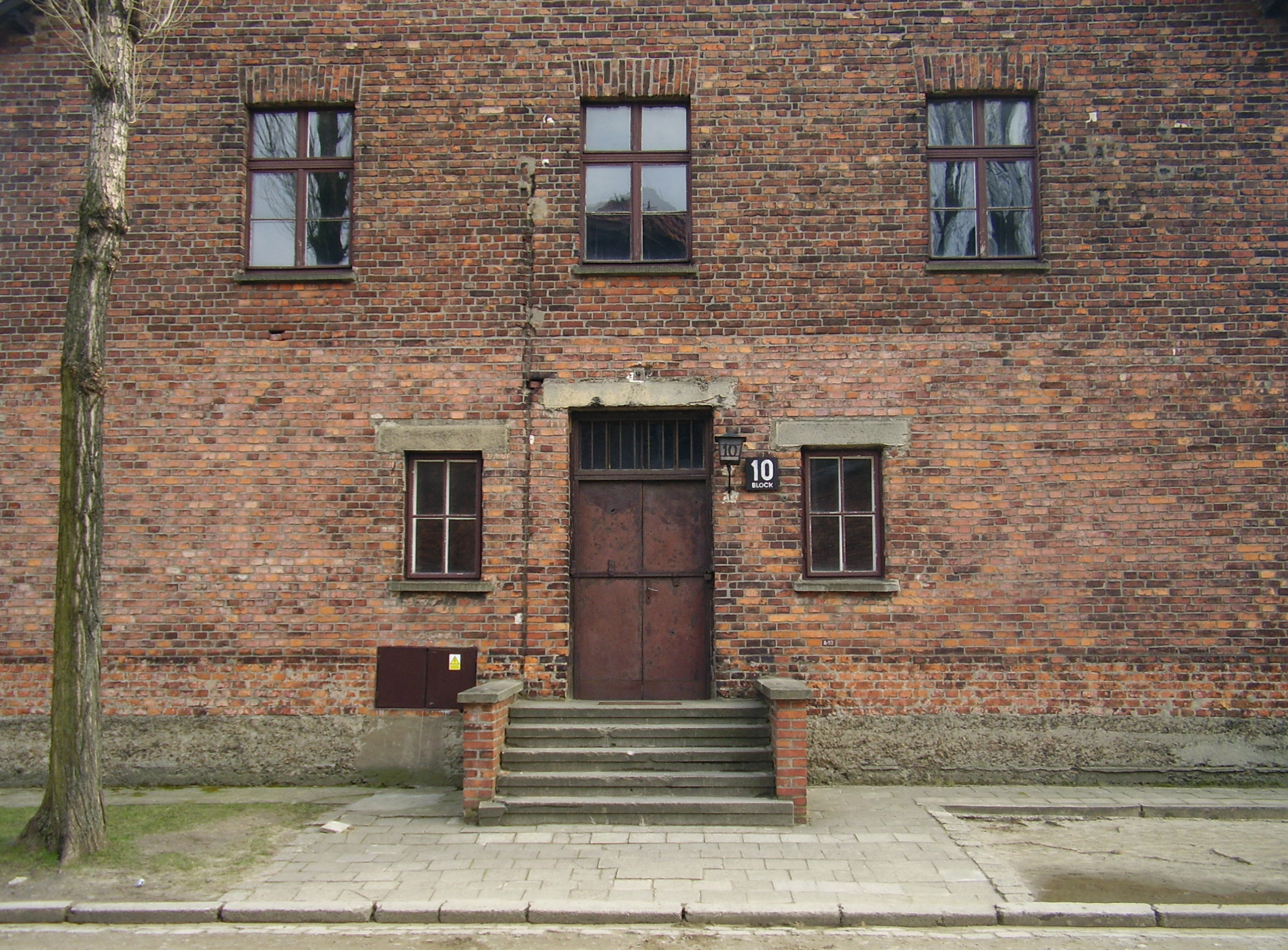
Blok 10 v Osvětimi

Blok 10 (německy Block 10) byl blok v německém koncentračním táboře Osvětim, ve kterém němečtí doktoři prováděli pokusy na lidech. Pokusy sahaly od zkoušení kožních reakcí na aplikaci různých látek až po fenolové injekce do srdce. Blok se nacházel v mužské části koncentračního tábora, pokusy však byly prováděny především na ženách. Hlavními doktory v Bloku 10 byli Carl Clauberg, Horst Schumann, Eduard Wirths, Josef Mengele, Bruno Weber a August Hirt.